# Olympique lyonnais - Olympique de Marseille en football
Les matchs OM-OL ou OL-OM, selon l'équipe qui reçoit, sont des rencontres de football opposant l'Olympique de Marseille à l'Olympique lyonnais. Ces confrontations sont parfois nommées le « Choc des Olympiques », ou « Derby des Olympiques » et depuis quelques années, « l'Olympico » par les journalistes sportifs. Bien que l'OM ait joué trois saisons contre le LOU, la première rencontre entre les deux clubs s'est déroulée le 11 novembre 1951 lors de la première saison en première division du nouveau club lyonnais.
Les oppositions sont régies essentiellement par une rivalité sportive qui apparait au cours des années 2000 et s'intensifie dans les années 2010 et 2020 en raison de la suprématie du Paris Saint-Germain sur la première place du championnat. Les deux clubs sont ainsi amenés à se disputer le podium et les places européennes. 
Le record d'audience télévisée pour cette confrontation (toutes compétitions confondues) est détenu par le huitième de finale OM-OL de la coupe de France 2006-2007, avec 7,2 millions de téléspectateurs sur France 3. Le record pour un match de championnat a été établi lors du match OL-OM de mai 2009, vu par 2,93 millions de téléspectateurs soit le record d'audience pour un match de Ligue 1.

## Histoire

### Origine de la rivalité
Il existe une rivalité sportive entre les deux clubs depuis le début des années 2000, avec l'avènement de l'Olympique lyonnais sur la scène hexagonale. De cette rivalité en découle deux autres : une culturelle/populaire/notoriale et une économique.
Sportivement, les places majeures dans le football français qu'occupent l'Olympique lyonnais et l'Olympique de Marseille ont créé au fil du temps cette dualité. Les sept titres consécutifs lyonnais de champion de France de 2002 à 2008 supplantent la performance marseillaise des quatre titres d'affilée acquis de 1989 à 1992. Depuis la saison 2001-2002, Lyon termine neuf fois sur le podium du championnat en autant de saison, dont sept titres. Marseille finit cinq fois sur le podium, dont un titre. Les saisons 2006-2007 et 2009-2010 voient une course au titre entre les deux clubs. Au niveau européen, l'Olympique de Marseille atteint la finale de la Coupe UEFA 2003-2004 ainsi que la finale de la Ligue Europa 2017-2018 qui s'est déroulé au Parc Olympique Lyonnais. De leur côté, les Lyonnais répondent par une demi-finale de la Ligue des champions 2009-2010, une demi-finale de la Ligue Europa 2016-2017 et dernièrement Lyon s'est hissé jusqu'en demi-finale de la Ligue des champions 2019-2020 après avoir éliminé la Juventus et Manchester City.

### Finales et courses au titre
Au cours de leur histoire, les deux clubs ont parfois lutté l'un contre l'autre pour l'obtention de différents trophées. La première fois a lieu lors de la finale de la Coupe de France 1975-1976, le 12 juin 1976 au Parc des Princes. Avec une victoire par deux buts à zéro, l'Olympique de Marseille s'impose dans la compétition,.
En championnat, d'autres oppositions indirectes ont lieu dans les années 2000 entre les deux clubs. Il s'agit des championnats 2006-2007 et 2009-2010 de première division. Pour le premier, l'Olympique lyonnais gagne le championnat de France avec quinze points d'avance sur son dauphin, l'Olympique de Marseille. Lors du championnat 2009-2010 les rôles s’inversent et permettent à l'OM de remporter le championnat avec six points d'avance sur l'OL.

### Matchs notables
Certains matchs entre les deux clubs, en raison de l'enjeu sportif, du résultat, ou de leur déroulement, ont marqué les supporters des deux clubs et les fans de football français en général.

#### Premières oppositions
Le premier match opposant les deux formations a lieu le 11 novembre 1951 pour un match de la 13e journée du championnat 1951-1952. Le match est conclu sur un score nul de deux buts partout. Le match retour a lieu le 13 avril 1952. Il s'agit de la première confrontation des deux équipes au stade Vélodrome et de la première victoire (3-1) de l'Olympique de Marseille. Lors de la saison 1955-1956, l'OM reçoit l'OL le 20 mai 1956 à l'approche de la fin du championnat et s'impose par cinq buts à un dans un match jugé de bonne qualité avec des phases de jeu rapides.
Le match du 16 août 1972 comptant pour le championnat 1972-1973 est à l'origine de sept buts marqués en quatre-vingt dix minutes, dont un de Fleury Di Nallo et deux de Josip Skoblar, deux des meilleurs buteurs du Choc des olympiques. L'OM s'impose à domicile sur le score de cinq buts à un. Lors de la phase retour, le 7 janvier 1973, l'Olympique lyonnais reçoit l'Olympique de Marseille et avec huit réalisations, dont un but de Bernard Lacombe, un doublé de Josip Skoblar et un doublé de Fleury Di Nallo, les trois meilleurs buteurs du Choc des olympiques, les deux clubs se séparent sur un score nul de quatre buts partout.
Lors de la saison 1975-1976, les deux équipes se rencontrent pour jouer la finale de la Coupe de France, le 12 juin 1976. L'OM prend le dessus sur l'Olympique lyonnais en deuxième mi-temps, par un tir lointain de Raoul Noguès qui surprend le jeune gardien lyonnais Gilles De Rocco. L'Olympique de Marseille a copié les principes du Bayern Munich : attendre l'adversaire au prix d'un solide marquage individuel et essayer de le prendre en contre comme ce fut le cas sur le second but, au terme d'une action exécutée par le tandem Hector Yazalde - Sarr Boubacar. À quelques minutes du terme de la rencontre, ce tir victorieux de Sarr Boubacar rassure les Marseillais. L'OM remporte une neuvième Coupe de France.
Le 7 avril 1984, à Gerland, les deux équipes sont en dans le groupe A (sud) en deuxième division et jouent la seule place donnant un accès direct à la première division. Lyon doit absolument l'emporter mais c'est Marseille qui s'impose dans les dernières minutes. Lyon doit alors passer par les barrages mais échoue face au RC Paris.

#### Amplification de la rivalité sportive

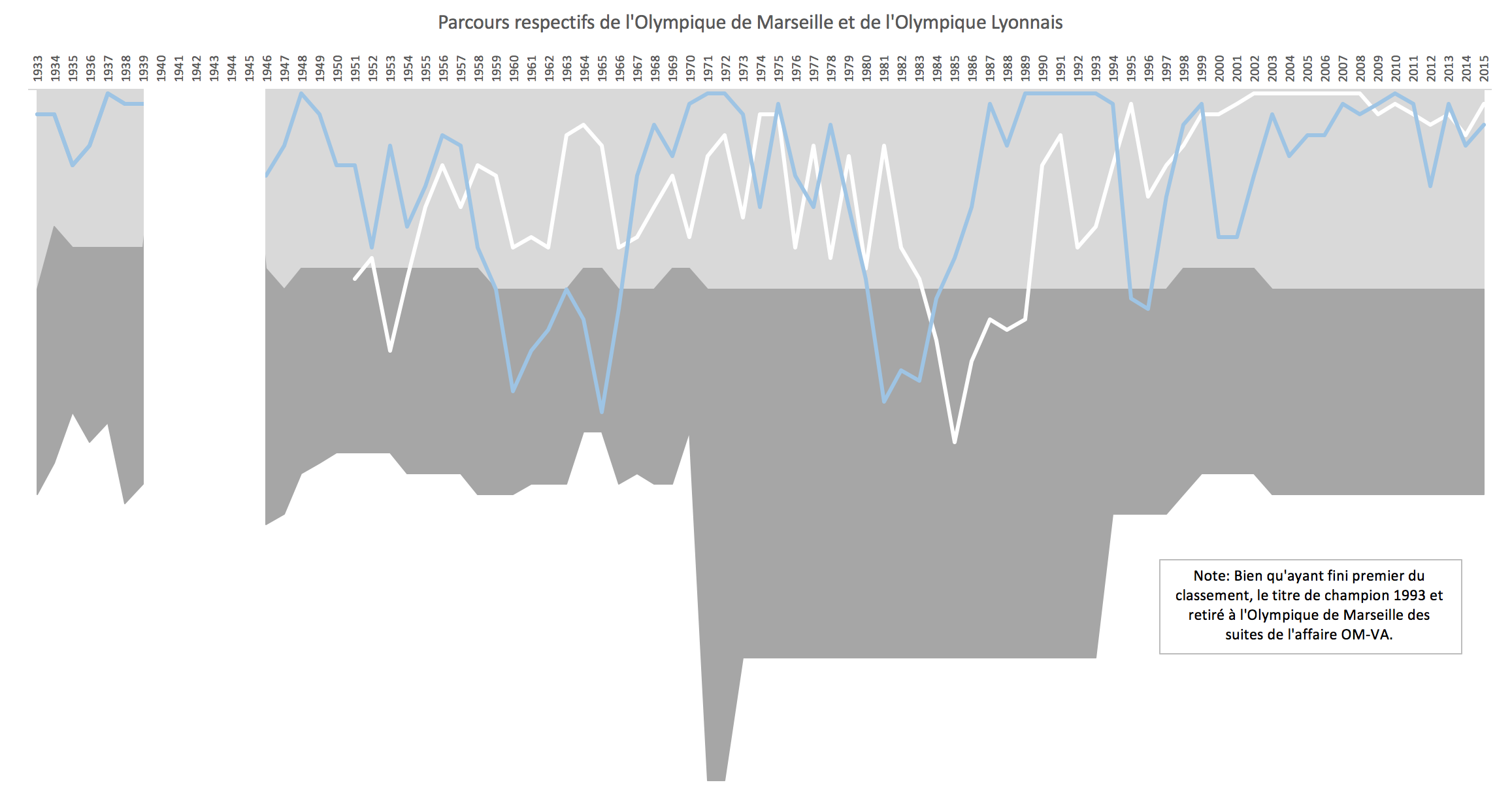
Parcours comparés de l'Olympique Lyonnais (blanc) et de l'Olympique de Marseille (bleu) depuis 1932-1933

La plus large victoire marseillaise à domicile date du 13 janvier 1991 avec une victoire par sept buts à zéro grâce à un quadruplé de Jean-Pierre Papin. Elle contribue à la victoire de l'Olympique de Marseille dans le championnat 1990-1991 qui constituera son troisième titre consécutif de champion. D'autre part, la plus large victoire lyonnaise à domicile a lieu le 24 mai 1997 avec une victoire par huit buts à zéro lors du championnat 1996-1997. Dès la huitième minute, l'OL mène par deux buts à zéro, puis quatre à la vingtième et sept buts à zéro à la mi-temps. En 2003, l'Olympique lyonnais domine le football français, l'équipe entraînée par Paul Le Guen se déplace alors à Marseille le 9 novembre pour un match de championnat. Un coup franc de Juninho et trois buts marqués sur des centres permettent à Lyon de s'imposer par quatre buts à un.
À la fin des années 2000, la rivalité sportive entre les deux clubs s'intensifie. Lors de l'édition 2006-2007 de la Coupe de France l'OM reçoit l'OL, le 31 janvier 2007, pour les huitièmes de finale de la compétition. Les Lyonnais ouvrent le score dès la 17e minute avant que l'Olympique de Marseille se qualifie grâce à un retournement de situation dans les arrêts de jeu de la seconde période en y inscrivant deux buts. En championnat, lors de la saison 2007-2008, l'OM, qui n'a remporté que deux matches en treize journées, se déplace à Gerland le 11 novembre 2007. En s'imposant par deux buts à un, le club marseillais lance enfin sa saison. Cinq mois après, l'OM est 4e et dispute avec Nancy une place qualificative pour le troisième tour préliminaire de la Ligue des Champions 2008-2009. Le club phocéen reçoit l'OL au Vélodrome le 6 avril 2008 et s'impose 3-1 grâce à un doublé de Niang et un but de Djibril Cissé. Lors du championnat 2008-2009, l'Olympique de Marseille est en lice pour le titre de champion. L'équipe reçoit l'Olympique lyonnais le 17 mai 2009 pour le compte de la 36e journée. En s'inclinant 1-3, le club marseillais laisse les Girondins de Bordeaux prendre la place de leader, et finir champion de France.
Pour ce qui est du nombre de buts marqués lors d'une rencontre, le record est de dix buts lors du match de championnat du 8 novembre 2009 au stade de Gerland. Les deux équipes se séparent sur un score de cinq buts partout. Les deux clubs sortent d'importants matchs de Ligue des champions, Lyon qualifié grâce au match nul un partout face à Liverpool et Marseille battant Zurich par six buts à un. Lyon a besoin d'une victoire pour retrouver la place de leader, tandis que Marseille, qui peine à domicile, a besoin d'une victoire pour rester à portée de points de Bordeaux et Lyon. Indécise de bout en bout, cette partie débute par l'ouverture rapide du score lyonnaise signée Miralem Pjanić à la troisième minute. Et le rythme ne faiblit pas puisque Souleymane Diawara, d'une tête, égalisait pour l'OM à la onzième minute. Sidney Govou redonne presque aussitôt l'avantage aux siens à la quatorzième mais Benoît Cheyrou égalisait juste avant la pause. La course-poursuite s'intensifie encore en seconde période : le club phocéen réalise d'abord le break par Bakari Koné à la quarante-septième et Brandao à la soixante-dix-huitième mais les Rhodaniens recollent au score grâce à un doublé de l'Argentin Lisandro López aux 80e et 83e minutes. L'OL parvient à inscrire un cinquième but à l'ultime minute par Michel Bastos mais Jérémy Toulalan marque contre son camp lors des arrêts de jeu. L'Olympique lyonnais et l'Olympique de Marseille réalisent l'un des plus gros scores pour un match de Ligue 1, le dernier match nul cinq buts partout remontant à 1957, le dernier match de championnat avec dix buts datant de 1957.
Lors de la 29e journée, le 21 mars 2010, l'OM reçoit l'OL dans un match déterminant dans la course au titre. Bousculés en première période, les Olympiens reviennent avec un meilleur état d'esprit et s'imposent 2-1 (but de Kaboré et Taiwo côté marseillais, et but de Gomis côté lyonnais). Dans la foulée, le club phocéen remportera la Coupe de la Ligue face à Bordeaux et enchaînera 6 victoires consécutives en championnat lui permettant d'assurer son titre de champion de France. L'OL atteindra les demi-finales de la Ligue des Champions perdues face au Bayern Munich (0-1, 0-3) et arrachera la 2e place du championnat à l'issue de la dernière journée.
La saison 2010-2011 est moins flamboyante que la précédente pour les deux clubs. Après un début de championnat poussif, le premier choc entre les deux clubs intervient lors de la 18e journée. L'OL peut prendre provisoirement la première place en cas de victoire, et après un match globalement dominé par les marseillais, les deux équipes se séparent sur le score de un but partout, Valbuena répondant à l'ouverture du score de Lopez. Le match retour est disputé le 8 mai 2011 à Gerland, l'OL étant distancé de la course au titre et l'OM accusant 4 points de retard sur le leader lillois. La victoire penche du côté lyonnais (3-2) et la fin de saison s'achève avec une deuxième place pour l'OM et une troisième place pour l'OL, synonyme de cinquième participation en Ligue des Champions en cinq saisons pour les deux clubs.
La saison 2011-2012 voit l'émergence du PSG après son rachat par les Qataris et ce championnat à deux vitesses est dominé par Montpellier et le club de la capitale. Le 18 septembre 2011, l'OL bat l'OM (2-0) et prend la première place tandis que le club phocéen se retrouve lanterne rouge. Le retour au Vélodrome se solde sur un nul (2-2) après que l'OM eut dominé par deux buts d'écarts, et enfin, la finale de la Coupe de la Ligue se disputant entre les deux clubs le 14 avril 2012, l'OM l'emporte 1-0 après prolongations sur un but de Brandao et valide son billet pour une place en Ligue Europa la saison suivante, le club phocéen terminant le championnat à une piètre dixième place. En effet, pour la première fois depuis 1998, aucun des deux olympiques ne figure sur le podium.
La saison 2012-2013 est une course au titre entre le PSG, l'OL et l'OM. Les trois clubs complètent le podium à la trêve hivernale en ayant le même nombre de points (le PSG est champion d'automne grâce à une meilleure différence de buts) et ne le quitteront plus jusqu'à la fin du championnat. Le premier Olympico comptant pour la 10e journée est reporté au 28 novembre 2012, le vainqueur s'emparant alors de la première place. L'OM est battu 1-4 au Vélodrome face à un grand Gomis auteur d'un triplé.
La rencontre du 15 mars 2015 au Vélodrome comptant pour la 29e journée est déterminante dans la course au titre, l'OM étant 3e à 4 points du leader lyonnais. Le club olympien bat un record d'affluence dans son nouveau stade et malgré un beau spectacle, le match se finit sur un score nul et vierge, et on retiendra le but d'Ocampos à la 84e minute qui ne sera pas accordé et qui viendra confirmer la nécessité de la Goal Line Technology pour le championnat.
Le choc du 20 septembre 2015 est disputé dans une atmosphère très tendu, Mathieu Valbuena faisant son retour sur la pelouse du Vélodrome du côté de l'OL et les deux présidents mettant de l'huile sur le feu toute la semaine précédant la rencontre. Lacazette ouvre le score sur un pénalty à la 25e minute et les lyonnais étouffent peu à peu leurs adversaires. Le match est très élevé en termes d'intensité et d'excès d'engagements, Alessandrini est expulsé juste avant la mi-temps pour un tacle assassin sur Valbuena, et même en tribune la situation dégénère lorsque des jets de projectiles, dont des bouteilles en verres, font irruption sur le terrain, empêchant une première fois Valbuena de tirer un corner, puis Lopes d'effectuer un dégagement. Le match est arrêté pendant une vingtaine de minutes, durée pendant laquelle il est question de savoir si le match peut reprendre ou non. Les marseillais beaucoup mieux dans le jeu à 10 contre 11 depuis le début de la seconde période, c'est logiquement qu'ils égalisent grâce à une tête de Karim Rekik sur un corner de Barrada après 68 minutes de jeu. L'Olympique lyonnais va alors se réveiller et tenter de reprendre l'avantage, en vain, le score en restera là et au vu de la physionomie des événements, la bonne opération semble être pour les olympiens. Le match retour du 24 janvier 2016 a lieu pour la première fois dans le nouveau Parc OL et comme au match aller, les deux clubs se séparent sur un score de parité, sur un but de Tolisso répondant à celui de Cabella.
La 5e journée de la saison 2016-2017 oppose l'OM à l'OL au Vélodrome pour un score nul et vierge (0-0) devant 32.654 spectateurs. Le match retour au Groupama Stadium le 22 janvier 2017 se termina par la victoire des lyonnais 3 buts à 1 avec un doublé de Lacazette et une réalisation de l'ancien marseillais Mathieu Valbuena, contre un but du défenseur Doria.
Lors de la saison 2017-2018, la première opposition a lieu lors de la 18e journée au Groupama Stadium le 17 décembre 2017. Les lyonnais s'imposent 2-0 avec un but de Mariano Díaz et de Fekir. Le match retour au Vélodrome se déroule lors de la 30e journée devant 60 000 personnes et voit la victoire de l'OL 3 buts à 2. La fin du match sera plus que houleuse, avec des échauffourées notamment entre Rami, Ocampos, Marcelo et Lopes. Le gardien lyonnais et le défenseur marseillais auront trois matchs de suspension chacun à la suite de cet incident. Les deux équipes finiront à 1 point d'écart au classement, Lyon à la 3e place et Marseille 4e.
Le 29 octobre 2023, en amont du match entre les deux clubs, le bus de l'Olympique lyonnais est caillassé. Fabio Grosso et un de ses adjoints sont touchés par ces projectiles, l'Italien finira en sang. À la suite des incidents, le match est reporté.

### Rivalité culturelle
Culturellement, l'Olympique de Marseille et l'Olympique lyonnais sont des clubs très populaires. La popularité marseillaise se construit par des performances sportives[réf. nécessaire], c'est-à-dire une victoire en Ligue des champions en 1993, quatre finales européennes, et les récompenses individuelles de Jean-Pierre Papin, lauréat du Ballon d'or 1991 ou de Josip Skoblar, soulier d'or 1971. Cette popularité permet à l'OM d'être l'équipe la plus attractive lors des matches joués à l'extérieur, avec un taux de remplissage moyen de plus de 90 % entre les saisons 2004 et 2010. La popularité lyonnaise se construit sportivement grâce à l'obtention de quinze trophées en huit saisons entre 2001 et 2008. Un autre aspect de la rivalité culturelle est aussi lié à la rivalité historique entre les deux villes pour être la "capitale de la province", ou la "capitale du sud de la France".

### Rivalité économique

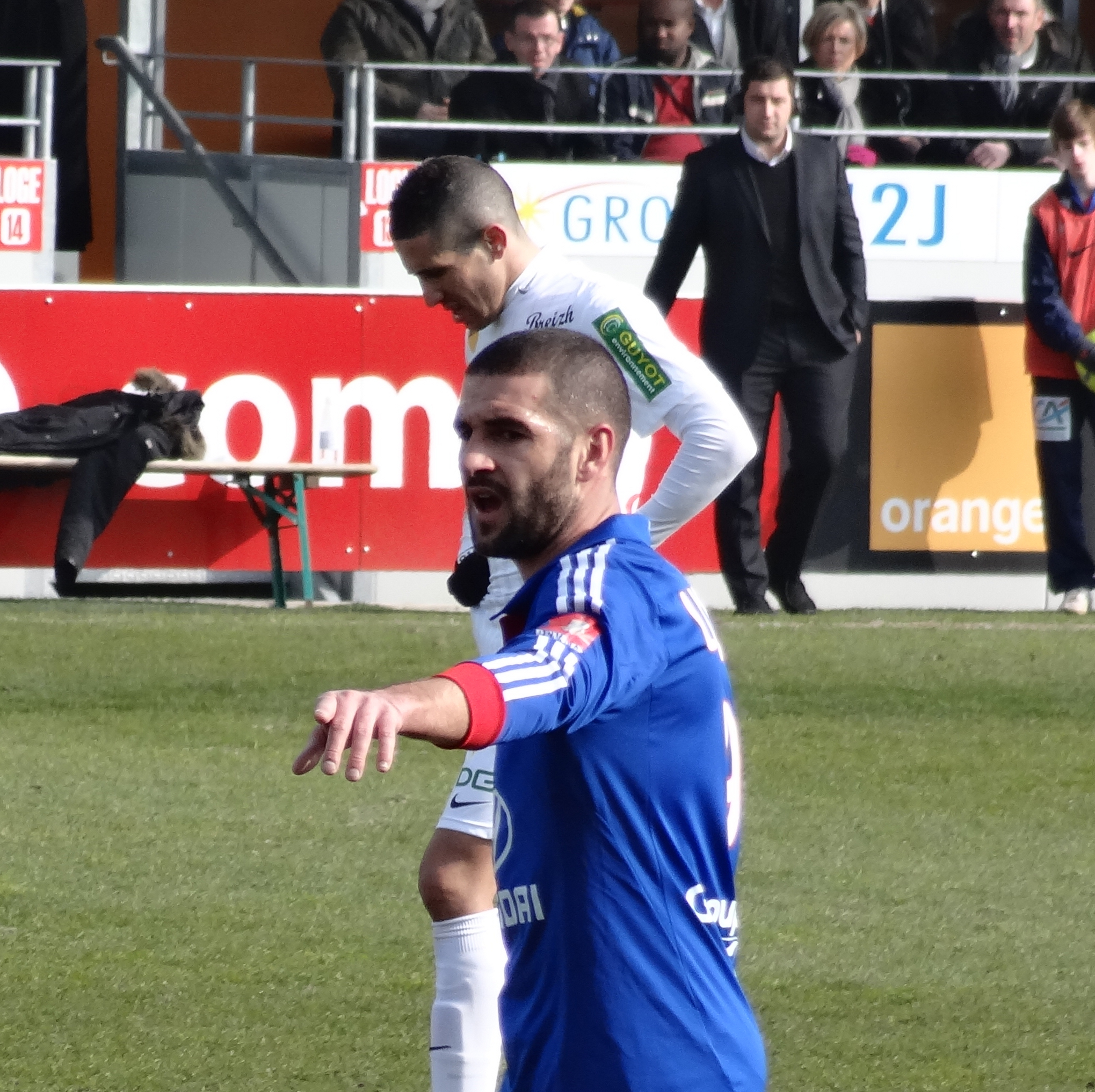
Lisandro López, le plus gros transfert de l'Olympique lyonnais (24 M€, hors bonus).

Lyon et Marseille sont rivaux sur les terrains de football, mais aussi côté business.
Les deux Olympique affichent un chiffre d'affaires proche aux alentours de 140 millions d’euros. Une étude réalisée par le cabinet Deloitte, paru le 1er mars 2010, situe les revenus de l'Olympique lyonnais au 30 juin 2009 à 
139,6 M€ et le place comme treizième club le plus riche au monde, l'OM est quatorzième avec une estimation de revenus à 133,2 M€. Le club lyonnais perd une place par rapport à 2008, celui de Marseille en gagne deux par rapport à 2008 et cinq par rapport aux revenus 2007. Lyon est le club français le plus riche à cette date-ci, suivi à 6 M€ près par l'Olympique de Marseille,. On associe à ces revenus de solides profits sur la période 2005-2010 : en moyenne 15 millions d'euros pour l’OL et 6 millions d'euros pour l’OM.
S’ils n’ont guère de marge de manœuvre sur leurs 70 M€ de droits télé qui sont centralisés par la Ligue nationale ou l'UEFA, les deux clubs se livrent en revanche à une féroce dualité dans tous les autres secteurs du jeu, transferts, merchandising ou recettes de stade. Sur ces points, l'Olympique lyonnais s'est montré être le précurseur, grâce à son président et entrepreneur Jean-Michel Aulas qui a su démontrer qu’une équipe de football pouvait être une entreprise qui gagne de l'argent. Christophe Bouchet, patron de l’OM de 2002 à 2004, déclare : « L’OL a une cote de popularité inférieure à celle de l’OM, mais a su mieux l’exploiter. ».
Côté merchandising, le club lyonnais propose à ses fans des grenouillères pour bébé ou des eaux de toilette à leur effigie à côté des traditionnels écharpes ou maillots. Des concepts commerciaux tels que OL Voyage, OL Coiffure ou OL Saint-Marcellin sont créés. La chaîne du club OL TV permet de suivre les matchs des moins de quinze ans ou de connaître les plats préférés des joueurs. Ces diversifications rapportent en moyenne une trentaine de millions d’euros de chiffre d’affaires par saison sur la période 2005-2010, ce qui permet à Lyon de s'acheter des stars, d'avoir un effectif postulant pour le titre de champion de France et de vendre plus de produits à sa marque.
Dans le camp marseillais, une réaction merchandising mis du temps à se concrétiser. Ce n’est qu’à partir de 2005 que l’OM a commencé à revenir sur son concurrent économique, et le premier succès commercial d'envergure est le maillot third orange de la saison 2007-2008. Corinne Gensollen, directrice commerciale et marketing de l'OM déclare : « Adidas nous dessinait à l’époque des tenues assez standards [avant 2007]. Il les fabrique toujours, mais c’est nous qui les imaginons. ». L’OM a écoulé 450 000 tuniques en 2009-2010, contre 270 000 lors de la saison 2006-2007. En 2010, le club bénéficie de 50 M€ de recettes pour 10 M€ de marge par le biais de son merchandising, soit deux fois plus que cinq ans auparavant, et bien plus que l’OL. « Sur ce terrain, ils sont devenus le leader français, et même un grand d’Europe, devant Arsenal ou l’Inter Milan », analyse Peter Rohlmann, du cabinet allemand Sport + Markt. En 2009, afin de ne pas se faire distancer par un Olympique de Marseille plus concurrentiel, le club lyonnais abandonne son équipementier Umbro pour choisir celui de l'OM : Adidas. Ce changement fait espérer une meilleure visibilité à l'étranger et un gain de recettes de l'ordre de 2 à 3 M€ selon les dirigeants lyonnais. Lyon signe aussi un partenariat de sponsoring avec la société de pari sportif BetClic, laquelle s'était déjà engagée avec le club marseillais en 2008. Depuis le 13 juillet 2010, les deux clubs ont ainsi deux mêmes sponsors (Groupama et BetClic) et le même équipementier (Adidas). Durant l'automne 2010, le club marseillais passe de quatre à six boutiques officielles dont une boutique OM qui ouvre à Paris.
Sur le plan des mutations, l'Olympique lyonnais domine totalement le club marseillais sur la période 2005-2010. L'OL affiche une 
plus-values moyenne de 23,9 M€ sur cette période, quand l'OM fait une perte moyenne de 1,1 M€. Le business-model lyonnais a pour principe de céder un joueur dès qu'une offre dépasse l'offre moyenne du marché ; les cas de Michael Essien (38 M€), Mahamadou Diarra (22 M€), Florent Malouda (21,5 M€) ou Karim Benzema (35 M€) étayent cette analyse. En 2008, Lyon a déboursé 4,6 M€ pour moderniser son centre de formation, suivi chronologiquement par l'OM avec une 
dépense de 3,8 M€. A ajouter aux mutations, les plus-values espérées par la revente de joueurs formés en leur sein constitue une autre rivalité.
Les stades des clubs respectifs sont un autre aspect de la rivalité économique. En 2010, la billetterie du stade de Gerland rapporte 22 M€ au club (40 000 places pour un prix moyen de 26€) et Lyon table sur une augmentation des revenus de 50 M€ grâce à la construction du stade des Lumières. L'Olympique de Marseille dispose en 2010 d'une recette de billetterie à peine supérieur (60 000 places pour un prix moyen de 19€) et table sur une augmentation de recettes de l'ordre de 12 M€. Cependant, les travaux de rénovation du stade Vélodrome sont susceptibles d'amputer les recettes du club de 8 M€ durant trois ans, pour cause de fermeture des tribunes en travaux et donc une diminution temporaire de la capacité du stade.

## Statistiques

### Historique des confrontations
| #   | Date              | Compétition                    | Lieu                    | Rencontre | Résultat     | Buteur(s) OL                                                    | Buteur(s) OM                                                          | Affluence |
| --- | ----------------- | ------------------------------ | ----------------------- | --------- | ------------ | --------------------------------------------------------------- | --------------------------------------------------------------------- | --------- |
| 1   | 11 novembre 1951  | Division 1 (13e j.)            | Stade de Gerland        | OL-OM     | 2 - 2        | Flamion 28e, Dupraz 41e                                         | Alarcon 67e, Lanfranchi 71e                                           | 14 335    |
| 2   | 13 avril 1952     | Division 1 (30e j.)            | Stade Vélodrome         | OM-OL     | 3 - 1        | Juillard 76e                                                    | Andersson 58e 71e, Mercurio 67e                                       | 8 464     |
| 3   | 26 septembre 1954 | Division 1 (7e j.)             | Stade de Gerland        | OL-OM     | 3 - 0        | Fatton 38e 62e, Hjalmarsson 55e                                 | -                                                                     | 22 482    |
| 4   | 30 janvier 1955   | Division 1 (25e j.)            | Stade Vélodrome         | OM-OL     | 1 - 0        | -                                                               | Andersson 40e                                                         | 18 262    |
| 5   | 6 novembre 1955   | Division 1 (12e j.)            | Stade de Gerland        | OL-OM     | 1 - 1        | Kermali 41e                                                     | Andersson 10e                                                         | 20 458    |
| 6   | 20 mai 1956       | Division 1 (33e j.)            | Stade Vélodrome         | OM-OL     | 5 - 1        | Antonio 76e                                                     | Durand 19e, Gransart 30e, Mercurio 69e, · Andersson 73e, Scotti 84e   | 13 303    |
| 7   | 9 décembre 1956   | Division 1 (14e j.)            | Stade Vélodrome         | OM-OL     | 3 - 2        | Cossou 73e, Schultz 83e                                         | Mercurio 28e, Andersson 77e, Scotti 85e                               | 19 526    |
| 8   | 1er janvier 1957  | Division 1 (19e j.)            | Stade de Gerland        | OL-OM     | 2 - 0        | Fatton 46e 86e                                                  | -                                                                     | 6 032     |
| 9   | 19 septembre 1957 | Division 1 (5e j.)             | Stade Vélodrome         | OM-OL     | 2 - 3        | Moresco 04e, Cossou 67e, Kermali 80e                            | Scotti 44e, Curyl 51e                                                 | 13 727    |
| 10  | 30 mars 1958      | Division 1 (29e j.)            | Stade de Gerland        | OL-OM     | 1 - 1        | Kermali 25e                                                     | Jensen 52e                                                            | 7 792     |
| 11  | 10 septembre 1958 | Division 1 (6e j.)             | Stade Vélodrome         | OM-OL     | 1 - 1        | Cossou                                                          | Eschmann 66e                                                          | 14 246    |
| 12  | 26 avril 1959     | Division 1 (33e j.)            | Stade de Gerland        | OL-OM     | 1 - 1        | Levandowicz 54e                                                 | Marcel 49e                                                            | 4 102     |
| 13  | 4 avril 1962      | Coupe Charles Drago (1/4 f)    | Stade Vélodrome         | OM-OL     | 0 - 1        | Salem 60e                                                       | -                                                                     | 14 000    |
| 14  | 18 août 1962      | Division 1 (1re j.)            | Stade de Gerland        | OL-OM     | 1 - 1        | Rambert 83e                                                     | Stopyra 71e                                                           | 7 894     |
| 15  | 10 mars 1963      | Coupe de France (1/8 f)        | Stadium de Toulouse     | OL-OM     | 2 - 1        | Polak 55e (pen.), Di Nallo 63e                                  | Milazzo 89e                                                           | 7 389     |
| 16  | 7 avril 1963      | Division 1 (33e j.)            | Stade Vélodrome         | OM-OL     | 1 - 2        | Di Nallo 50e, Combin 74e                                        | S. Roy 83e                                                            | 5 885     |
| 17  | 30 octobre 1966   | Division 1 (13e j.)            | Stade de Gerland        | OL-OM     | 2 - 2        | Maison 35e (pen.), Rambert 81e                                  | Joseph 33e 43e                                                        | 9 931     |
| 18  | 28 avril 1967     | Division 1 (32e j.)            | Stade Vélodrome         | OM-OL     | 4 - 1        | Di Nallo 10e                                                    | Destrumelle 6e, Casolari 22e, · J. Djorkaeff 32e, Skoblar 81e         | 9 571     |
| 19  | 7 octobre 1967    | Division 1 (9e j.)             | Stade Vélodrome         | OM-OL     | 2 - 1        | Lekkak 60e                                                      | Donnat 43e, Joseph 75e                                                | 14 263    |
| 20  | 2 mars 1968       | Division 1 (26e j.)            | Stade de Gerland        | OL-OM     | 3 - 2        | Di Nallo 15e 49e, Pin 31e                                       | Joseph 8e 44e                                                         | 9 007     |
| 21  | 8 décembre 1968   | Division 1 (15e j.)            | Stade de Gerland        | OL-OM     | 2 - 3        | An. Perrin 15e, A. Guy 57e                                      | Bonnel 26e, Joseph 41e, Magnusson 62e                                 | 12 214    |
| 22  | 20 mai 1969       | Division 1 (31e j.)            | Stade Vélodrome         | OM-OL     | 2 - 2        | Lekkak 2e 20e                                                   | Bonnel 12e, Joseph 30e                                                | 18 920    |
| 23  | 16 novembre 1969  | Division 1 (14e j.)            | Stade Vélodrome         | OM-OL     | 4 - 1        | Rambert 72e                                                     | J. Djorkaeff 10e (pen.), Skoblar 32e 54e, · Joseph 67e                | 28 630    |
| 24  | 13 mai 1970       | Division 1 (29e j.)            | Stade de Gerland        | OL-OM     | 1 - 0        | A. Guy 53e                                                      | -                                                                     | 7 524     |
| 25  | 25 octobre 1970   | Division 1 (12e j.)            | Stade de Gerland        | OL-OM     | 1 - 4        | Di Nallo 67e                                                    | Skoblar 15e 66e 76e, Loubet 81e                                       | 21918     |
| 26  | 8 mai 1971        | Division 1 (31e j.)            | Stade Vélodrome         | OM-OL     | 2 - 2        | Domenech 57e, Di Nallo 81e                                      | Loubet 37e, Couécou 59e                                               | 24 647    |
| 27  | 11 août 1971      | Division 1 (1re j.)            | Stade Vélodrome         | OM-OL     | 1 - 1        | Lacombe 73e                                                     | Gress 53e                                                             | 34 530    |
| 28  | 26 mai 1972       | Division 1 (38e j.)            | Stade de Gerland        | OL-OM     | 3 - 3        | Di Nallo 42e, Lacombe 60e, · Baeza 67e                          | Bracci 9e, Skoblar 36e 63e                                            | 30 519    |
| 29  | 16 août 1972      | Division 1 (2e j.)             | Stade Vélodrome         | OM-OL     | 5 - 2        | Chiesa 30e, Di Nallo 72e                                        | Bonnel 2e 8e 49e, · Skoblar 56e 69e (pen.)                            | 32 000    |
| 30  | 7 janvier 1973    | Division 1 (20e j.)            | Stade de Gerland        | OL-OM     | 4 - 4        | Di Nallo 15e 34e, Prost 44e, · Lacombe 52e                      | Di Caro 7e, Franceschetti 24e, · Skoblar 35e 39e                      | 12 070    |
| 31  | 14 avril 1973     | Coupe de France (1/4 f aller)  | Stade Vélodrome         | OM-OL     | 1 - 0        | -                                                               | Bonnel 16e                                                            | 35 000    |
| 32  | 18 avril 1973     | Coupe de France (1/4 f retour) | Stade de Gerland        | OL-OM     | 4 - 0        | Lacombe 23e 88e, Chiesa 52e, · Baeza 65e                        | -                                                                     | 37 219    |
| 33  | 6 octobre 1973    | Division 1 (10e j.)            | Stade de Gerland        | OL-OM     | 2 - 2        | Lacombe 32e, Yves 82e                                           | Skoblar 51e, Bosquier 55e                                             | 19 101    |
| 34  | 13 mars 1974      | Division 1 (28e j.)            | Stade Vélodrome         | OM-OL     | 1 - 1        | Ravier 22e                                                      | Couécou 50e (pen.)                                                    | 11 687    |
| 35  | 24 septembre 1974 | Division 1 (9e j.)             | Stade Vélodrome         | OM-OL     | 0 - 1        | Domenech 47e                                                    | -                                                                     | 22 912    |
| 36  | 16 février 1975   | Division 1 (27e j.)            | Stade de Gerland        | OL-OM     | 0 - 1        | -                                                               | Troisi 69e                                                            | 24 455    |
| 37  | 19 novembre 1975  | Division 1 (14e j.)            | Stade Vélodrome         | OM-OL     | 2 - 0        | -                                                               | Boubacar 15e, Emon 85e                                                | 11 516    |
| 38  | 30 avril 1976     | Division 1 (32e j.)            | Stade de Gerland        | OL-OM     | 2 - 1        | Lacombe 65e 79e                                                 | Yazalde 90e (pen.)                                                    | 13 352    |
| 39  | 12 juin 1976      | Coupe de France (Finale)       | Parc des Princes        | OM-OL     | 2 - 0        | -                                                               | Noguès 66e, Boubacar 84e                                              | 45 661    |
| 40  | 6 novembre 1976   | Division 1 (13e j.)            | Stade de Gerland        | OL-OM     | 2 - 1        | Lacombe 4e, Ferrigno 40e                                        | Noguès 75e                                                            | 21 116    |
| 41  | 28 avril 1977     | Division 1 (31e j.)            | Stade Vélodrome         | OM-OL     | 3 - 1        | Domenech 3e                                                     | Florès 11e 31e, · Noguès 74e                                          | 9 886     |
| 42  | 22 octobre 1977   | Division 1 (13e j.)            | Stade de Gerland        | OL-OM     | 4 - 2        | Lacombe 23e (pen.) 26e 71e (pen.), · Spiegel 43e                | Boubacar 33e, Trésor 80e                                              | 17 462    |
| 43  | 11 mars 1978      | Division 1 (31e j.)            | Stade Vélodrome         | OM-OL     | 4 - 0        | -                                                               | Berdoll 9e 73e, Florès 59e, · Boubacar 85e (pen.)                     | 18 722    |
| 44  | 14 octobre 1978   | Division 1 (15e j.)            | Stade Vélodrome         | OM-OL     | 2 - 2        | Bracci 6e (csc), Chiesa 28e                                     | Florès 32e, Buigues 67e                                               | 12 182    |
| 45  | 27 avril 1979     | Division 1 (33e j.)            | Stade de Gerland        | OL-OM     | 1 - 1        | Chiesa 43e                                                      | Berdoll 45e                                                           | 5 812     |
| 46  | 2 novembre 1979   | Division 1 (15e j.)            | Stade Vélodrome         | OM-OL     | 3 - 1        | Xuereb 21e                                                      | Temime 7e, N'Gom 40e, Six 44e                                         | 9 438     |
| 47  | 18 avril 1980     | Division 1 (33e j.)            | Stade de Gerland        | OL-OM     | 1 - 0        | Olio 6e (pen.)                                                  | -                                                                     | 25 000    |
| 48  | 29 octobre 1983   | Division 2 (18e j.)            | Stade Vélodrome         | OM-OL     | 1 - 0        | -                                                               | Lopez 85e                                                             | 37 043    |
| 49  | 7 avril 1984      | Division 2 (36e j.)            | Stade de Gerland        | OL-OM     | 0 - 1        | -                                                               | Rubio 89e                                                             | 31 030    |
| 50  | 21 avril 1987     | Coupe de France (1/8 f aller)  | Stade Vélodrome         | OM-OL     | 3 - 0        | -                                                               | Cubaynes 37e 82e, Papin 48e (pen.)                                    | 16 666    |
| 51  | 6 mai 1987        | Coupe de France (1/8 f retour) | Stade de Gerland        | OL-OM     | 2 - 2        | Remark 27e, N'Domba 76e                                         | Genghini 35e, Förster 45e                                             | 18 000    |
| 52  | 21 juillet 1989   | Division 1 (1re j.)            | Stade de Gerland        | OL-OM     | 1 - 4        | Génésio 60e                                                     | Papin 05e, Sauzée 08e, Eyraud 14e, · Mozer 51e                        | 24 551    |
| 53  | 19 mai 1990       | Division 1 (38e j.)            | Stade Vélodrome         | OM-OL     | 0 - 1        | Kabongo 87e                                                     | -                                                                     | 23 400    |
| 54  | 11 août 1990      | Division 1 (4e j.)             | Stade de Gerland        | OL-OM     | 2 - 2        | Cabañas 32e (pen.), Bouderbala 77e                              | Cantona 18e, Papin 25e                                                | 36 151    |
| 55  | 13 janvier 1991   | Division 1 (22e j.)            | Stade Vélodrome         | OM-OL     | 7 - 0        | -                                                               | Vercruysse 31e, Papin 36e 50e 68e 89e, · Germain 56e 70e              | 26 808    |
| 56  | 27 juillet 1991   | Division 1 (2e j.)             | Stade de Gerland        | OL-OM     | 1 - 1        | Bouafia 8e                                                      | Papin 46e                                                             | 35 000    |
| 57  | 30 novembre 1991  | Division 1 (20e j.)            | Stade Vélodrome         | OM-OL     | 0 - 0        | -                                                               | -                                                                     | 23 295    |
| 58  | 29 août 1992      | Division 1 (4e j.)             | Stade de Gerland        | OL-OM     | 2 - 2        | Debbah 13e 89e                                                  | Sauzée 9e, Boli 90e                                                   | 25 000    |
| 59  | 23 janvier 1993   | Division 1 (22e j.)            | Stade Vélodrome         | OM-OL     | 2 - 1        | Billong 23e                                                     | Völler 3e 80e                                                         | 20 000    |
| 60  | 9 novembre 1993   | Division 1 (17e j.)            | Stade de Gerland        | OL-OM     | 1 - 0        | Roche 80e                                                       | -                                                                     | 22 000    |
| 61  | 26 avril 1994     | Division 1 (35e j.)            | Stade Vélodrome         | OM-OL     | 3 - 0        | -                                                               | Anderson 07e 88e (pen.), · Stojković 47e                              | 28 000    |
| 62  | 10 août 1996      | Division 1 (1re j.)            | Stade Vélodrome         | OM-OL     | 3 - 1        | Caveglia 6e                                                     | Roy 35e, Gravelaine 68e, Libbra 80e                                   | 19 500    |
| 63  | 24 mai 1997       | Division 1 (38e j.)            | Stade de Gerland        | OL-OM     | 8 - 0        | Caveglia 1re 35e, Maurice 8e 29e, · Gava 15e, Giuly 20e 25e 54e | -                                                                     | 28 250    |
| 64  | 4 septembre 1997  | Division 1 (6e j.)             | Stade Vélodrome         | OM-OL     | 1 - 0        | -                                                               | Gravelaine 56e                                                        | 21 983    |
| 65  | 10 janvier 1998   | Division 1 (22e j.)            | Stade de Gerland        | OL-OM     | 2 - 1        | Caveglia 62e 81e                                                | Blanc 4e                                                              | 29 416    |
| 66  | 19 novembre 1998  | Division 1 (15e j.)            | Stade de Gerland        | OL-OM     | 2 - 1        | Linarès 17e, Violeau 55e                                        | Maurice 76e                                                           | 39 871    |
| 67  | 30 avril 1999     | Division 1 (31e j.)            | Stade Vélodrome         | OM-OL     | 0 - 0        | -                                                               | -                                                                     | 57 414    |
| 68  | 15 octobre 1999   | Division 1 (11re j.)           | Stade Vélodrome         | OM-OL     | 0 - 1        | Anderson 37e                                                    | -                                                                     | 52 892    |
| 69  | 26 février 2000   | Division 1 (27e j.)            | Stade de Gerland        | OL-OM     | 2 - 0        | Vairelles 28e, Anderson 53e                                     | -                                                                     | 39 758    |
| 70  | 1er octobre 2000  | Division 1 (10e j.)            | Stade Vélodrome         | OM-OL     | 1 - 1        | Anderson 53e (pen.)                                             | Belmadi 7e                                                            | 48 729    |
| 71  | 6 février 2001    | Division 1 (26e j.)            | Stade de Gerland        | OL-OM     | 1 - 1        | Anderson 52e (pen.)                                             | Leroy 76e                                                             | 37 093    |
| 72  | 8 septembre 2001  | Division 1 (6e j.)             | Stade Vélodrome         | OM-OL     | 0 - 0        | -                                                               | -                                                                     | 52 559    |
| 73  | 23 janvier 2002   | Division 1 (22e j.)            | Stade de Gerland        | OL-OM     | 4 - 0        | Anderson 24e (pen.), Laigle 29e, 35e, Govou 32e                 | -                                                                     | 38 378    |
| 74  | 16 août 2002      | Ligue 1 (3e j.)                | Stade Vélodrome         | OM-OL     | 1 - 1        | Govou 14e                                                       | Bakayoko 29e                                                          | 56 529    |
| 75  | 10 janvier 2003   | Ligue 1 (21e j.)               | Stade de Gerland        | OL-OM     | 1 - 0        | Luyindula 41e                                                   | -                                                                     | 38 775    |
| 76  | 9 novembre 2003   | Ligue 1 (13e j.)               | Stade Vélodrome         | OM-OL     | 1 - 4        | Élber 19e, Luyindula 39e 57e, · Juninho 90e                     | Van Buyten 20e                                                        | 56 207    |
| 77  | 3 avril 2004      | Ligue 1 (31e j.)               | Stade de Gerland        | OL-OM     | 1 - 2        | Luyindula 16e                                                   | Drogba 4e, Meriem 84e                                                 | 38 602    |
| 78  | 17 décembre 2004  | Ligue 1 (19e j.)               | Stade de Gerland        | OL-OM     | 1 - 1        | Govou 38e                                                       | Luyindula 3e                                                          | 38 728    |
| 79  | 21 mai 2005       | Ligue 1 (37e j.)               | Stade Vélodrome         | OM-OL     | 0 - 1        | Juninho 56e                                                     | -                                                                     | 57 041    |
| 80  | 14 août 2005      | Ligue 1 (3e j.)                | Stade Vélodrome         | OM-OL     | 1 - 1        | Carew 35e                                                       | Taiwo 7e                                                              | 57 609    |
| 81  | 11 janvier 2006   | Ligue 1 (21e j.)               | Stade de Gerland        | OL-OM     | 2 - 1        | Tiago 54e, Govou 83e                                            | Lamouchi 19e                                                          | 38 912    |
| 82  | 11 avril 2006     | Coupe de France (1/4 f)        | Stade de Gerland        | OL-OM     | 1 - 2        | Fred 22e                                                        | Maoulida 17e, Niang 64e                                               | 38 885    |
| 83  | 22 octobre 2006   | Ligue 1 (10e j.)               | Stade Vélodrome         | OM-OL     | 1 - 4        | Juninho 20e 78e, Benzema 48e, · Källström 87e                   | Bamogo 70e                                                            | 57 376    |
| 84  | 31 janvier 2007   | Coupe de France (1/8 f)        | Stade Vélodrome         | OM-OL     | 2 - 1        | Cris 18e                                                        | Pagis 88e, Niang 90e                                                  | 58 000    |
| 85  | 11 mars 2007      | Ligue 1 (28e j.)               | Stade de Gerland        | OL-OM     | 1 - 1        | Baroš 20e                                                       | Niang 87e                                                             | 38 930    |
| 86  | 11 novembre 2007  | Ligue 1 (14e j.)               | Stade de Gerland        | OL-OM     | 1 - 2        | Juninho 7e                                                      | Niang 10e (pen.), 42e                                                 | 38 811    |
| 87  | 6 avril 2008      | Ligue 1 (32e j.)               | Stade Vélodrome         | OM-OL     | 3 - 1        | Cana 45+2e (csc)                                                | Cissé 26e, Niang 28e 54e                                              | 56 271    |
| 88  | 14 décembre 2008  | Ligue 1 (18e j.)               | Stade de Gerland        | OL-OM     | 0 - 0        | -                                                               | -                                                                     | 39 638    |
| 89  | 28 janvier 2009   | Coupe de France (1/16 f)       | Stade de Gerland        | OL-OM     | 1 - 0        | Benzema 2e                                                      | -                                                                     | 28 308    |
| 90  | 17 mai 2009       | Ligue 1 (36e j.)               | Stade Vélodrome         | OM-OL     | 1 - 3        | Benzema 31e (pen.) 42e, Juninho 90e                             | Wiltord 80e                                                           | 56 498    |
| 91  | 8 novembre 2009   | Ligue 1 (13e j.)               | Stade de Gerland        | OL-OM     | 5 - 5        | Pjanić 3e, Govou 14e, · Lisandro 81e 84e (pen.), Bastos 89e     | Diawara 11e, Cheyrou 44e, Koné 47e, · Brandão 79e, Toulalan 90e (csc) | 38 018    |
| 92  | 21 mars 2010      | Ligue 1 (29e j.)               | Stade Vélodrome         | OM-OL     | 2 - 1        | Gomis 80e                                                       | Kaboré 67e, Taiwo 81e                                                 | 52 557    |
| 93  | 19 décembre 2010  | Ligue 1 (18e j.)               | Stade Vélodrome         | OM-OL     | 1 - 1        | Lisandro 35e                                                    | Valbuena 51e                                                          | 54 290    |
| 94  | 8 mai 2011        | Ligue 1 (34e j.)               | Stade de Gerland        | OL-OM     | 3 - 2        | Lisandro 25e (pen.), Delgado 69e, · Cris 84e                    | Lucho 70e, Rémy 78e                                                   | 39 548    |
| 95  | 18 septembre 2011 | Ligue 1 (6e j.)                | Stade de Gerland        | OL-OM     | 2 - 0        | Gomis 17e, Michel Bastos 29e                                    | -                                                                     | 38 010    |
| 96  | 5 février 2012    | Ligue 1 (22e j.)               | Stade Vélodrome         | OM-OL     | 2 - 2        | Gomis 34e, Diawara 43e (csc)                                    | Cheyrou 15e, Brandão 32e                                              | 41 474    |
| 97  | 14 avril 2012     | Coupe de la Ligue (Finale)     | Stade de France         | OL-OM     | 0 - 1 (a.p.) | -                                                               | Brandão 105e                                                          | 78 877    |
| 98  | 28 novembre 2012  | Ligue 1 (10e j.)               | Stade Vélodrome         | OM-OL     | 1 - 4        | Gomis 3e (pen.) 34e 72e, · Malbranque 48e                       | Rémy 77e                                                              | 35 359    |
| 99  | 10 mars 2013      | Ligue 1 (28e j.)               | Stade de Gerland        | OL-OM     | 0 - 0        | -                                                               | -                                                                     | 38 819    |
| 100 | 15 décembre 2013  | Ligue 1 (18e j.)               | Stade de Gerland        | OL-OM     | 2 - 2        | Lacazette 17e, Gomis 44e                                        | Gignac 45e, Thauvin 79e                                               | 34 218    |
| 101 | 15 janvier 2014   | Coupe de la Ligue (1/4 f)      | Stade de Gerland        | OL-OM     | 2 - 1        | Gourcuff 24e, Gomis 74e                                         | Gignac 89e (pen.)                                                     | 27 338    |
| 102 | 4 mai 2014        | Ligue 1 (36e j.)               | Stade Vélodrome         | OM-OL     | 4 - 2        | Mvuemba 40e , Gomis 82e                                         | Diawara 14e, Thauvin 26e, Gignac 48e 56e                              | 37 842    |
| 103 | 26 octobre 2014   | Ligue 1 (11e j.)               | Stade de Gerland        | OL-OM     | 1 - 0        | Gourcuff 65e                                                    | -                                                                     | 38 712    |
| 104 | 15 mars 2015      | Ligue 1 (29e j.)               | Stade Vélodrome         | OM-OL     | 0 - 0        |                                                                 |                                                                       | 62 832    |
| 105 | 19 septembre 2015 | Ligue 1 (6e j.)                | Stade Vélodrome         | OM-OL     | 1 - 1        | Lacazette 25e (pen.)                                            | Rekik 65e                                                             | 56 194    |
| 106 | 24 janvier 2016   | Ligue 1 (22e j.)               | Parc Olympique lyonnais | OL-OM     | 1 - 1        | Tolisso 78e                                                     | Cabella 64e                                                           | 56 506    |
| 107 | 18 septembre 2016 | Ligue 1 (5e j.)                | Stade Vélodrome         | OM-OL     | 0 - 0        |                                                                 |                                                                       | 32 482    |
| 108 | 22 janvier 2017   | Ligue 1 (21e j.)               | Parc Olympique lyonnais | OL-OM     | 3 - 1        | Valbuena 43e, Lacazette 61e 75e                                 | Dória 67e                                                             | 48 147    |
| 109 | 31 janvier 2017   | Coupe de France (1/16 f)       | Stade Vélodrome         | OM-OL     | 2 - 1 (a.p.) | Tolisso 64e                                                     | Fanni 24e, Dória 109e                                                 | 53 502    |
| 110 | 17 décembre 2017  | Ligue 1 (18e j.)               | Groupama Stadium        | OL-OM     | 2 - 0        | Fekir 6e, Díaz 51e                                              |                                                                       | 57 206    |
| 111 | 18 mars 2018      | Ligue 1 (30e j.)               | Stade Vélodrome         | OM-OL     | 2 - 3        | Rami 42e (csc), Aouar 52e, Depay 90e                            | Rolando 31e, Mítroglou 84e                                            | 60 009    |
| 112 | 23 septembre 2018 | Ligue 1 (6e j.)                | Groupama Stadium        | OL-OM     | 4 - 2        | Aouar 28e, Traoré 51e, 60e, Fekir 74e (pen.)                    | Thauvin 39e, Njie 82e                                                 | 57 287    |
| 113 | 12 mai 2019       | Ligue 1 (36e j.)               | Stade Vélodrome         | OM-OL     | 0 - 3        | Cornet 24e 86e, Dembélé 84e                                     |                                                                       | 61 707    |
| 114 | 10 novembre 2019  | Ligue 1 (13e j.)               | Stade Vélodrome         | OM-OL     | 2 - 1        | Dembélé 59e                                                     | Payet 18e (pen.) 39e                                                  | 65 421    |
| 115 | 12 février 2020   | Coupe de France (1/4 f)        | Groupama Stadium        | OL-OM     | 1 - 0        | Aouar 81e                                                       |                                                                       | 36 000    |
| —   | —                 | Ligue 1 (33e j.)               | Groupama Stadium        | OL-OM     | —            | —                                                               | —                                                                     | —         |
| 116 | 4 octobre 2020    | Ligue 1 (6e j.)                | Groupama Stadium        | OL-OM     | 1 - 1        | Aouar 28e (pen.)                                                | Payet 16e                                                             | 1 000     |
| 117 | 28 février 2021   | Ligue 1 (27e j.)               | Stade Vélodrome         | OM-OL     | 1 - 1        | Toko-Ekambi 21e                                                 | Milik 44e (pen.)                                                      | Huis-clos |
| 118 | 1er février 2022  | Ligue 1 (14e j.)               | Groupama Stadium        | OL-OM     | 2 - 1        | Shaqiri 76e, Dembélé 89e                                        | Guendouzi 10e                                                         | Huis-clos |
| 119 | 1er mai 2022      | Ligue 1 (35e j.)               | Stade Vélodrome         | OM-OL     | 0 - 3        | Lukeba 55e, Dembélé 76e, Toko-Ekambi 88e                        |                                                                       | 64 784    |
| 120 | 6 novembre 2022   | Ligue 1 (14e j.)               | Stade Vélodrome         | OM-OL     | 1 - 0        |                                                                 | Gigot 43e                                                             | 62 975    |
| 121 | 23 avril 2023     | Ligue 1 (32e j.)               | Groupama Stadium        | OL-OM     | 1 - 2        | Lacazette 68e                                                   | Ünder 44e, Gusto 90+2e (csc).                                         | 57 709    |
| 122 | 6 décembre 2023   | Ligue 1 (10e j.)               | Stade Vélodrome         | OM-OL     | 3 - 0        |                                                                 | Vitinhia 21e, Murillo 25e, Aubameyang 55e                             | 54 238    |
| 123 | 4 février 2024    | Ligue 1 (20e j.)               | Groupama Stadium        | OL-OM     | 1 - 0        | Lacazette 37e                                                   |                                                                       | 46 380    |
| 124 | 22 septembre 2024 | Ligue 1 (5e j.)                | Groupama Stadium        | OL-OM     | 2 - 3        | Ćaleta-Car 53e, Cherki 90+3e                                    | Lirola 69e, Garcia 82e, Rowe 90+5e                                    | 53 228    |
| 125 | 2 février 2025    | Ligue 1 (20e j.)               | Stade Vélodrome         | OM-OL     | 3 - 2        | Greenwood 61e, Rabiot 64e, Henrique 85e                         | Tolisso 53e, Lacazette 72e (pen.)                                     | 66 096    |
| 126 | 31 août 2025      | Ligue 1 (3e j.)                | Parc Olympique lyonnais | OL-OM     | -            |                                                                 |                                                                       |           |
| 127 | 1er mars 2026     | Ligue 1 (24e j.)               | Stade Vélodrome         | OM-OL     | -            |                                                                 |                                                                       |           |

- Victoire de Lyon
- Victoire de Marseille

### Bilan des confrontations
Mis à jour le 2 février 2025
|                     | Matchs | Victoires de l'OL | Matchs nuls | Victoires de l'OM | Buts pour OL | Buts pour OM |
| ------------------- | ------ | ----------------- | ----------- | ----------------- | ------------ | ------------ |
| Ligue 1             | 109    | 37                | 39          | 33                | 173          | 173          |
| Ligue 2             | 2      | 0                 | 0           | 2                 | 0            | 2            |
| Coupe de France     | 11     | 4                 | 1           | 6*                | 12           | 13           |
| Coupe de la Ligue   | 2      | 1                 | 0           | 1                 | 2            | 2            |
| Coupe Charles Drago | 1      | 1                 | 0           | 0                 | 1            | 0            |
| Total               | 124    | 43                | 40          | 42                | 189          | 190          |

*Victoire en prolongations de l'OM lors de la CDF 2017, mais considérée officiellement comme victoire marseillaise

### Palmarès des équipes
| Équipe | Champion de France | Coupe de France | Coupe de la Ligue | Trophée des champions | Ligue des champions | Coupe Intertoto | Champion de France de deuxième division |
| ------ | ------------------ | --------------- | ----------------- | --------------------- | ------------------- | --------------- | --------------------------------------- |
| OL     | 7                  | 5               | 1                 | 7                     | 0                   | 1               | 3                                       |
| OM     | 10                 | 10              | 3                 | 3                     | 1                   | 1               | 1                                       |

### Meilleurs buteurs
Les décennies 1960 et 1970 ont été propices pour les buteurs de ces Choc puisque quatre des cinq meilleurs buteurs en sont issus : Josip Skoblar, Bernard Lacombe, Fleury Di Nallo et Joseph Yegba Maya.
| N° | Joueur            | Nb. de buts | Club      | Période   |
| 1  | Josip Skoblar     | 13          | Marseille | 1967-1973 |
| 2  | Bernard Lacombe   | 12          | Lyon      | 1971-1977 |
| 3  | Fleury Di Nallo   | 11          | Lyon      | 1963-1973 |
| 4  | Bafétimbi Gomis   | 9           | Lyon      | 2010-2014 |
| 5  | Joseph Yegba Maya | 8           | Marseille | 1966-1969 |
| 5  | Jean-Pierre Papin | 8           | Marseille | 1987-1991 |
| 6  | Mamadou Niang     | 7           | Marseille | 2006-2008 |
| 7  | Gunnar Andersson  | 6           | Marseille | 1952-1956 |
| 7  | Joseph Bonnel     | 6           | Marseille | 1968-1973 |
| 7  | Sonny Anderson    | 6           | Lyon      | 1999-2002 |
| 7  | Juninho           | 6           | Lyon      | 2003-2009 |

### Série d'invincibilité
Le plus grand nombre de victoires consécutives a été établi par l'OL avec quatre succès lors des confrontations 110 à 113. Les deux clubs ont de multiples fois enchainé deux victoires de rang. En ce qui concerne les séries d'invincibilité, Lyon a réalisé une performance de douze matchs sans défaites entre 1998 et 2003, la meilleure série pour Marseille étant de sept matchs entre 1970 et 1973.
| Club      | Du                         | Au                         | Série               |
| Lyon      | 10 janvier 1998 OL 2-1 OM  | 9 novembre 2003 OM 1-4 OL  | 12 matchs (7V - 5N) |
| Lyon      | 1er janvier 1957 OL 2-0 OM | 30 octobre 1966 OL 2-2 OM  | 10 matchs (5V - 5N) |
| Marseille | 25 octobre 1970 OL 1-4 OM  | 14 avril 1973 OM 1-0 OL    | 7 matchs (3V - 4N)  |
| Marseille | 11 août 1990 OL 2-2 OM     | 23 janvier 1993 OM 2-1 OL  | 6 matchs (2V - 4N)  |
| Lyon      | 26 octobre 2014 OL 1-0 OM  | 22 janvier 2017 OL 3-1 OM  | 6 matchs (2V - 4N)  |
| Marseille | 29 octobre 1983 OM 1-0 OL  | 21 juillet 1989 OL 1-4 OM  | 5 matchs (4V - 1N)  |
| Marseille | 31 janvier 2007 OM 2-1 OL  | 14 décembre 2008 OL 0-0 OM | 5 matchs (3V - 2N)  |

## D'un club à l'autre

### Joueurs
Mis à jour le 10 novembre 2019
| Nom               | Poste     | OL        | OL  | OL | OM          | OM       | OM       |
| Nom               | Poste     | Période   | M.  | B. | Période     | M.       | B.       |
| ----------------- | --------- | --------- | --- | -- | ----------- | -------- | -------- |
| Jean Djorkaeff    | Défenseur | 1958-1966 | 193 | 23 | 1966-1970   | 139      | 12       |
| Daniel Xuereb     | Milieu    | 1977-1981 | 98  | 21 | 1991-1992   | 21       | 5        |
| Jean Tigana       | Milieu    | 1978-1981 | 104 | 15 | 1989-1991   | 76       | 1        |
| Laurent Fournier  | Milieu    | 1980-1988 | 255 | 27 | 1990-1991   | 28       | 4        |
| J-F. Domergue     | Défenseur | 1982-1983 | 42  | 9  | 1986-1988   | 80       | 6        |
| Pascal Fugier     | Défenseur | 1985-1993 | 256 | 4  | 1993-1994   | 25       | 1        |
| François Lemasson | Gardien   | 1987-1990 | 101 | 0  | 1998-1999   | 5        | 0        |
| Bruno Ngotty      | Défenseur | 1988-1995 | 237 | 13 | 2000-2001   | 32       | 0        |
| Florian Maurice   | Attaquant | 1992-1997 | 126 | 44 | 1998-2001   | 62       | 23       |
| Manuel Amoros     | Défenseur | 1993-1995 | 66  | 3  | 1995-1996   | 16       | 0        |
| Éric Roy          | Milieu    | 1993-1996 | 111 | 9  | 1996-1999   | 87       | 10       |
| Fabrice Fiorèse   | Attaquant | 1995-1997 | 2   | 0  | 2004-2005   | 18       | 2        |
| Daniel Bravo      | Milieu    | 1997-1998 | 14  | 4  | 1998-1999   | 20       | 1        |
| Steve Marlet      | Attaquant | 2000-2001 | 49  | 18 | 2003-2005   | 64       | 17       |
| Peguy Luyindula   | Attaquant | 2001-2004 | 126 | 46 | 2004-2007   | 42       | 10       |
| Sylvain Wiltord   | Attaquant | 2004-2007 | 114 | 32 | 2009        | 14       | 1        |
| Hatem Ben Arfa    | Attaquant | 2004-2008 | 92  | 12 | 2008-2010   | 91       | 15       |
| Alou Diarra       | Milieu    | 2006-2007 | 24  | 3  | 2011-2012   | 50       | 2        |
| Loïc Rémy         | Attaquant | 2006-2008 | 19  | 0  | 2010-2013   | 105      | 42       |
| Bafétimbi Gomis   | Attaquant | 2009-2014 | 243 | 90 | 2016-2017   | 34       | 21       |
| Clinton Njie      | Attaquant | 2012-2015 | 43  | 8  | 2016-2019   | 59       | 12       |
| Henri Bedimo      | Défenseur | 2013-2016 | 103 | 1  | 2016-2018   | 23       | 0        |
| Amine Gouiri      | Attaquant | 2017-2020 | 15  | 0  | depuis 2025 | En cours | En cours |

| Nom              | Poste     | OM        | OM  | OM | OL          | OL       | OL       |
| Nom              | Poste     | Période   | M.  | B. | Période     | M.       | B.       |
| ---------------- | --------- | --------- | --- | -- | ----------- | -------- | -------- |
| Albert Emon      | Attaquant | 1968-1977 | 133 | 37 | 1981-1986   | 69       | 19       |
| François Brisson | Attaquant | 1986-1988 | 31  | 1  | 1989-1990   | 28       | 7        |
| Ali Bouafia      | Milieu    | 1987-1988 | 12  | 1  | 1988-1992   | 126      | 24       |
| Abedi Pelé       | Milieu    | 1987-1993 | 138 | 29 | 1993-1994   | 31       | 3        |
| Manuel Amoros    | Milieu    | 1989-1993 | 108 | 2  | 1993-1995   | 66       | 3        |
| Pascal Olmeta    | Gardien   | 1990-1993 | 98  | 0  | 1993-1996   | 146      | 0        |
| Sonny Anderson   | Attaquant | 1993-1994 | 24  | 16 | 1999-2003   | 161      | 94       |
| Reynald Pedros   | Milieu    | 1996      | 21  | 1  | 1997-1998   | 21       | 2        |
| Benoît Pedretti  | Milieu    | 2004-2005 | 31  | 3  | 2005-2006   | 26       | 2        |
| Mathieu Valbuena | Milieu    | 2006-2014 | 331 | 38 | 2015-2017   | 76       | 12       |
| Jérémy Morel     | Défenseur | 2011-2015 | 153 | 3  | 2015-2019   | 142      | 1        |
| Nicolas Nkoulou  | Défenseur | 2011-2016 | 207 | 5  | 2016-2018   | 21       | 0        |
| Duje Ćaleta-Car  | Défenseur | 2018-2022 | 130 | 5  | depuis 2023 | En cours | En cours |
| Jordan Veretout  | Milieu    | 2022-2024 | 94  | 10 | depuis 2024 | En cours | En cours |

### Entraîneurs
| Nom            | Poste      | OL        | OL   | OL      | OM        | OM   | OM      |
| Nom            | Poste      | Période   | Apps | %V.     | Période   | Apps | %V.     |
| -------------- | ---------- | --------- | ---- | ------- | --------- | ---- | ------- |
| Lucien Troupel | Entraîneur | 1955-1959 | 162  | 53.37 % | 1959-1962 | 108  | 48.33 % |

| Nom          | Poste      | OM        | OM   | OM      | OL        | OL   | OL      |
| Nom          | Poste      | Période   | Apps | %V.     | Période   | Apps | %V.     |
| ------------ | ---------- | --------- | ---- | ------- | --------- | ---- | ------- |
| Alain Perrin | Entraîneur | 2002-2004 | 60   | 51,6 %  | 2007-2008 | 59   | 66,1 %  |
| Rudi Garcia  | Entraîneur | 2016-2019 | 135  | 48,59 % | 2019-2021 | 78   | 56,41 % |

### Autres
| Personnalité | Poste                     | OL (joueur) | OL (joueur) | OL (joueur) | OM (entraîneur)               | OM (entraîneur) | OM (entraîneur)   |
| Personnalité | Poste                     | Période     | Matchs      | Buts        | Période                       | Matchs          | %V                |
| ------------ | ------------------------- | ----------- | ----------- | ----------- | ----------------------------- | --------------- | ----------------- |
| Kurt Linder  | Attaquant puis entraîneur | 1962-1963   | 22          | 1           | 1972-1973                     | 30              | 50 %              |
| Albert Emon  | Attaquant puis entraîneur | 1981-1983   | 69          | 19          | 2000 2001-2002 2004 2006-2007 | 1 21 1 62       | 0 % 38 % 0 % 45 % |

| Personnalité            | Poste                     | OM (joueur) | OM (joueur) | OM (joueur) | OL (entraîneur) | OL (entraîneur) | OL (entraîneur) |
| Personnalité            | Poste                     | Période     | Matchs      | Buts        | Période         | Matchs          | %V              |
| ----------------------- | ------------------------- | ----------- | ----------- | ----------- | --------------- | --------------- | --------------- |
| Lucien Troupel          | Milieu puis entraîneur    | 1940-1942   | 10          | 1           | 1955-1959       | 162             | 53,37 %         |
| Jean-Pierre Destrumelle | Milieu puis entraîneur    | 1966-1970   | 133         | 2           | 1980-1981       | 57              | 38,5 %          |
| Jean Tigana             | Milieu puis entraîneur    | 1989-1991   | 76          | 1           | 1993-1995       | 82              | 47,5 %          |
| Laurent Blanc           | Défenseur puis entraîneur | 1997-1999   | 80          | 16          | 2022-2023       | 37              | 45,95 %         |